# Каприно Веронезе
Каприно Веронезе је насеље у Италији у округу Верона, региону Венето.
Према процени из 2011. у насељу је живело 3629 становника. Насеље се налази на надморској висини од 256 м.

## Становништво
| 1951. | 1961. | 1971. | 1981. | 1991. | 2001. | 2011. |
| ----- | ----- | ----- | ----- | ----- | ----- | ----- |
| 7.148 | 6.774 | 6.732 | 6.887 | 6.952 | 7.493 | 8.065 |

## Партнерски градови
- Гау-Алгесхајм
- Saulieu